# A Peace Conference at the Quai d’Orsay
A Peace Conference at the Quai d’Orsay (Eine Friedenskonferenz am Quai d’Orsay) ist ein Gruppenporträt von William Orpen (1878–1931), das dieser anlässlich der Pariser Friedenskonferenz 1919 nach dem Ende des Ersten Weltkriegs angefertigt hat. Das Gemälde befindet sich heute im Imperial War Museum von London.

## Vorgeschichte

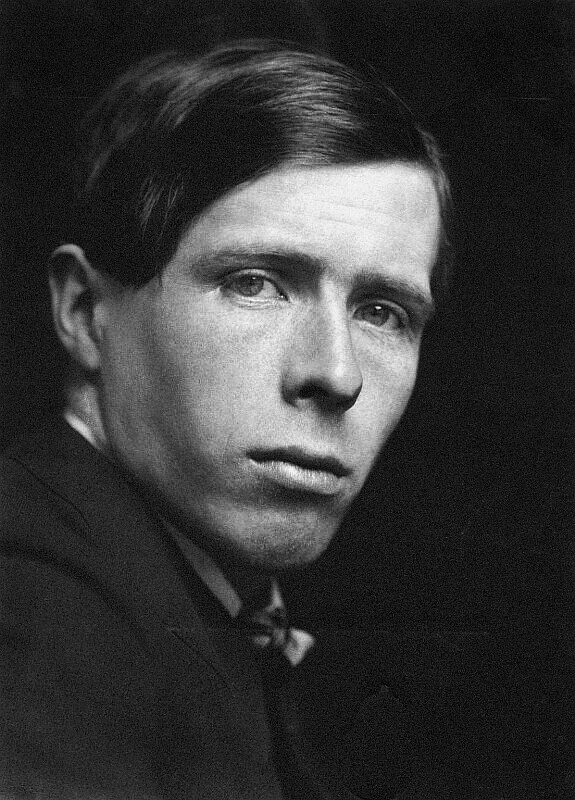
William Orpen (1903)

William Orpen war ein irischer Maler des Post-Impressionismus, der sich vor allem in London aufhielt und dort arbeitete. Im Zeitalter Eduards VII. war er ein gefragter und kommerziell erfolgreicher Porträtmaler. 1917 wurde Orpen als einer der ersten Künstler vom Britischen Informationsministerium (Ministry of Information) als Kriegskünstler nach Frankreich an die Westfront geschickt, um das Kriegsgeschehen vor Ort in Gemälden festzuhalten. Die Kriegseindrücke prägten Orpen nachhaltig.
Nach Kriegsende wurde Orpen auf besonderen Wunsch des britischen Premierministers David Lloyd George zum offiziellen Porträtkünstler der Pariser Friedenskonferenz 1919 ernannt. Man beauftragte ihn, drei Gemälde anzufertigen, in denen besondere Momente der Verhandlungen dargestellt werden sollten. Das bedeutendste Werk aus dieser Reihe ist The Signing of Peace in the Hall of Mirrors, das die Unterzeichnung des Friedensvertrags durch die deutschen Abgesandten im Spiegelsaal von Schloss Versailles darstellt. Orpen erhielt für seine Arbeiten insgesamt 3000 £, heute etwa 190.000 £.

## Historischer Hintergrund
Die Pariser Friedenskonferenz vom 18. Januar 1919 bis zum 21. Januar 1920 hatte das Ziel, nach dem Ende des Ersten Weltkriegs die Friedensbedingungen festzulegen. Die Kriegsbeteiligten hatten im November 1918 einen Waffenstillstand geschlossen. An der Friedenskonferenz waren insgesamt 32 Staaten beteiligt, darunter auch die britischen Dominions und Britisch-Indien. Oberstes Gremium der Friedensverhandlungen war der Rat der Vier, der sich aus den Regierungschefs von Großbritannien, Frankreich, Italien und den Vereinigten Staaten zusammensetzte.
Die Friedensverhandlungen gliederten sich in zwei Teile. Im Januar 1919 nahmen die alliierten und assoziierten Siegermächte in einer Vorkonferenz ihre Beratungen über die Ziele und den weiteren Verlauf der Friedensverhandlungen auf. Im Mai 1919 begannen dann parallel dazu und zeitlich gestaffelt die Friedensverhandlungen mit den unterlegenen Mittelmächten bzw. den Nachfolgestaaten der Donaumonarchie. Die Vorkonferenz fand am Quai d’Orsay im Gebäude des französischen Außenministeriums (Hôtel du ministre des Affaires étrangères) statt. Am 18. Januar 1919 eröffnete der französische Premierminister Georges Clemenceau im Uhrensaal (Salon de l’horloge) die erste Plenarsitzung.

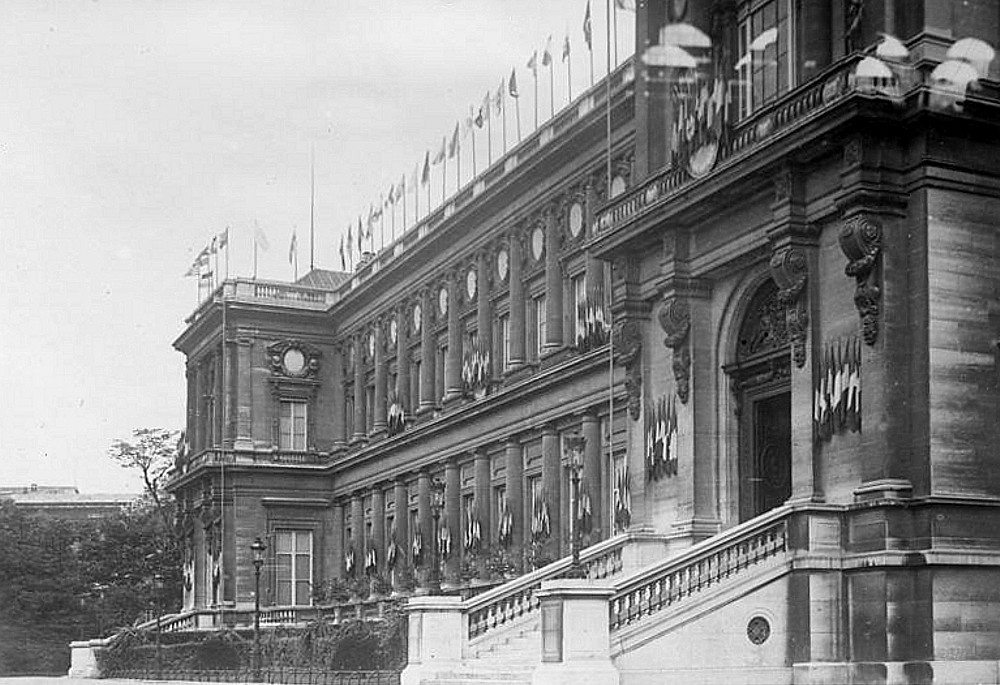
Hôtel du ministre des Affaires étrangères 1931
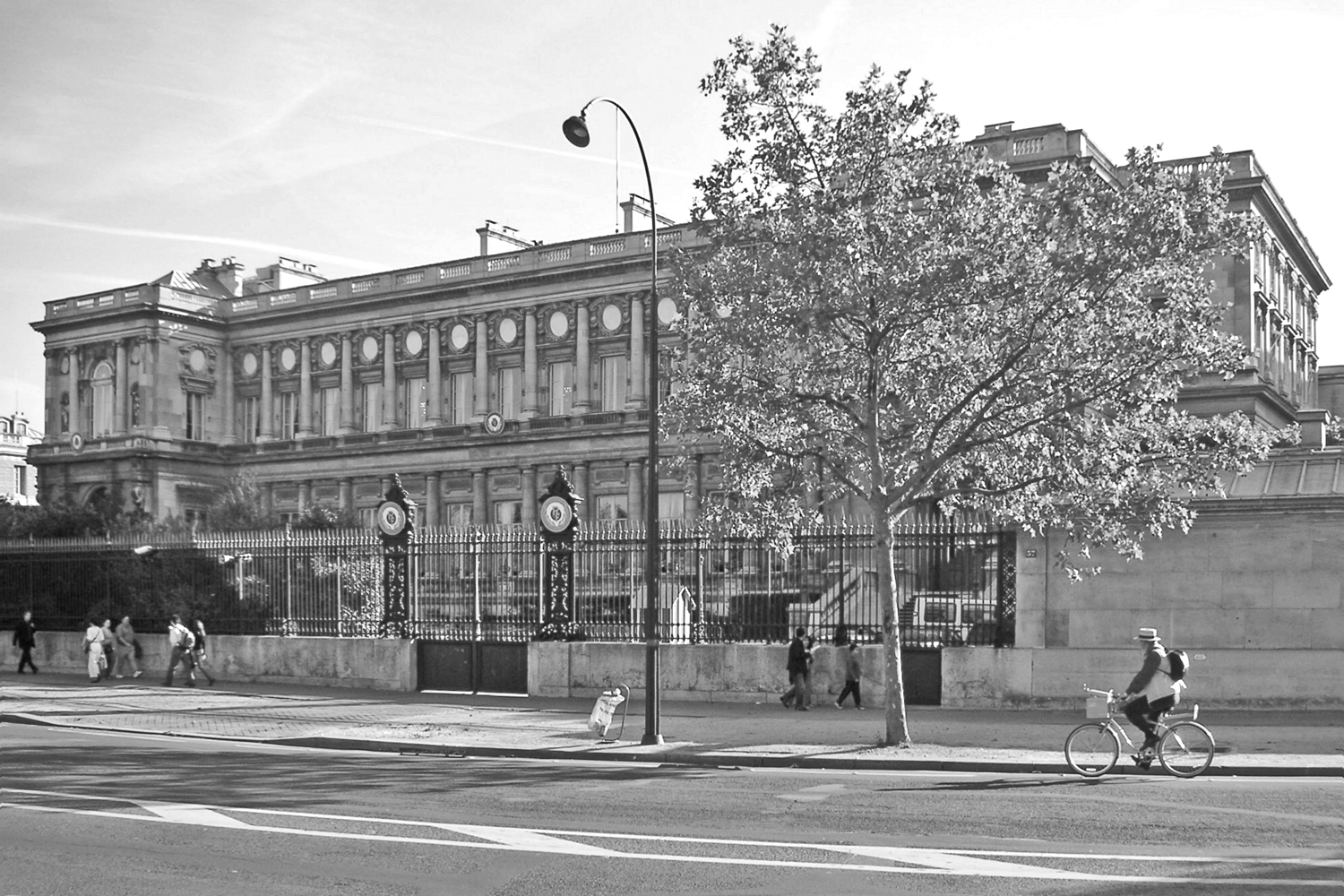
Hôtel du ministre des Affaires étrangères 2005
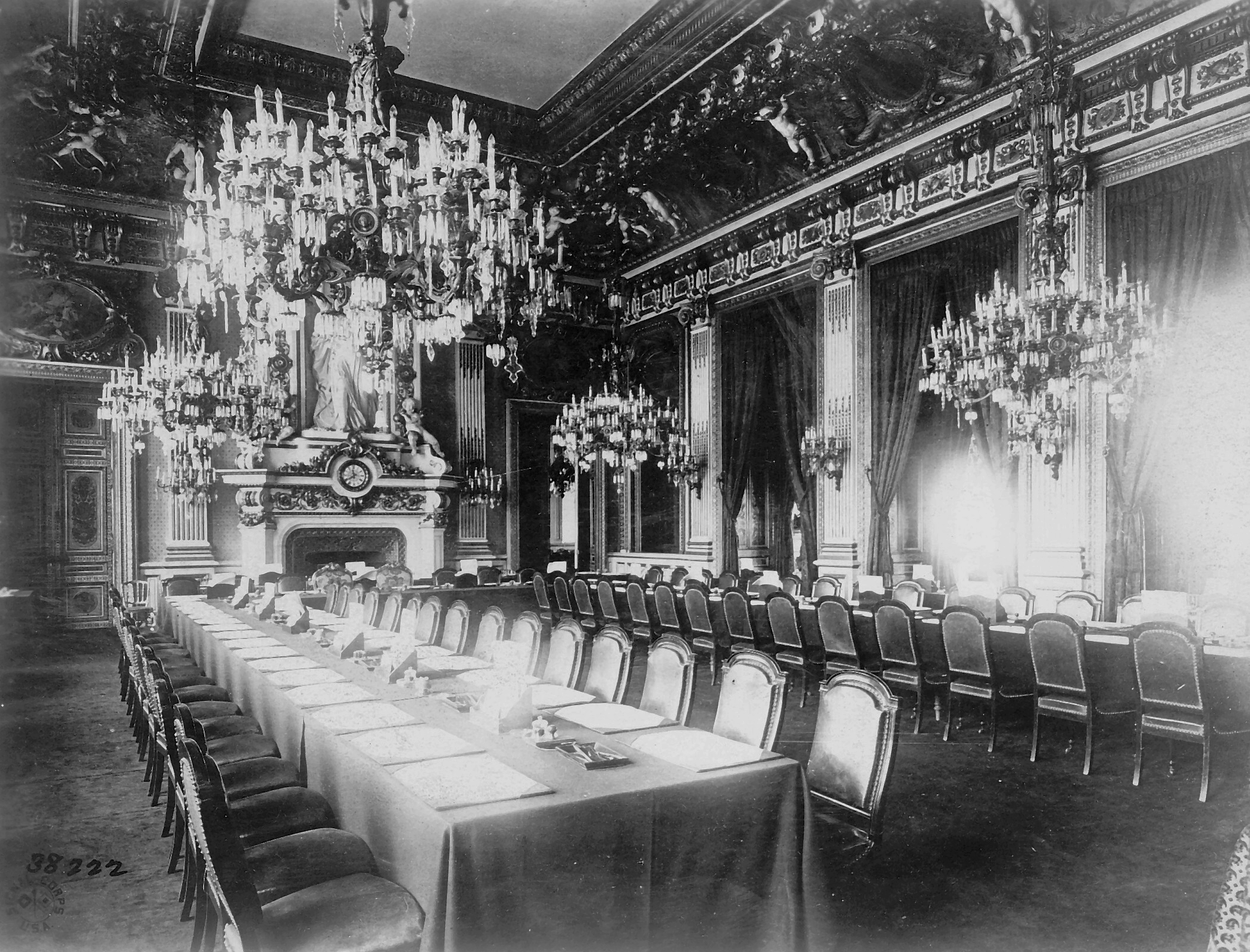
Salon de l’horloge 1919
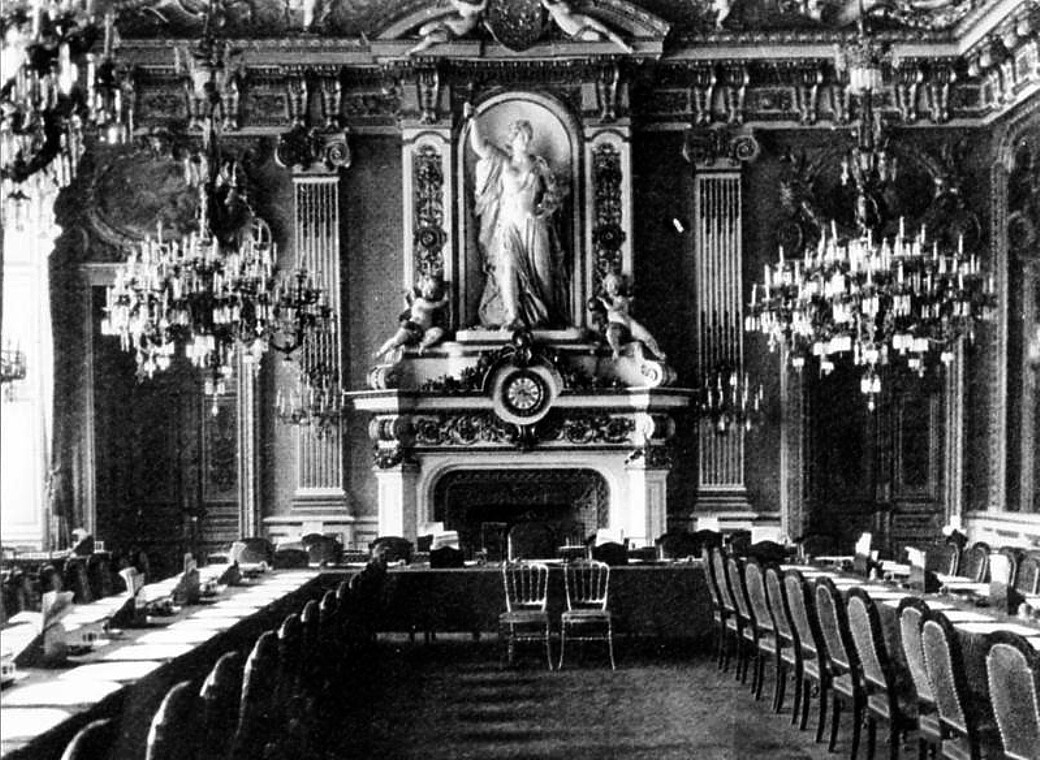
Salon de l’horloge 1919

Die Konferenztische waren hufeisenförmig angeordnet. An der Stirnseite der Tischanordnung saßen die Vertreter von Großbritannien, Frankreich und den USA. An den beiden Längsseiten nahmen Delegierte alliierter Staaten und weitere Interessensvertreter Platz. Für den US-Präsidenten Woodrow Wilson war die Grundlage der Verhandlungen sein 14-Punkte-Programm, das u. a. das Selbstbestimmungsrecht der Völker und die Gründung eines Völkerbundes zum Inhalt hatte. Auf der Vorkonferenz erläuterte er seine Idee einer internationalen Organisation, die den Frieden durch schiedsgerichtliche Beilegung internationaler Konflikte, internationale Abrüstung und ein System der kollektiven Sicherheit dauerhaft sichern sollte.
Die anderen Siegermächte gaben dem Drängen Wilsons nach und stimmten der Gründung eines Völkerbundes zu. Ein Jahr später fand die konstituierende Sitzung des Völkerbundes in genau diesen Räumlichkeiten am Quai d’Orsay statt. Allerdings standen die Friedensverträge mit den Mittelmächten teilweise im Widerspruch zum Selbstbestimmungsrecht der Völker. Auch mit seinen Vorstellungen über die Freiheit der Meere konnte sich Wilson nicht durchsetzen. Der US-Senat verweigerte die schließlich Ratifizierung der Verträge. Daher waren die USA nie Mitglied im Völkerbund.

## Vorarbeiten
Für die geplanten Gruppenporträts skizzierte Orpen im Vorfeld einige Staatsmänner in Ölfarbe und hielt dazu zahlreiche Sitzungen ab. Einige Ölskizzen befinden sich heute in der National Portrait Gallery von London.

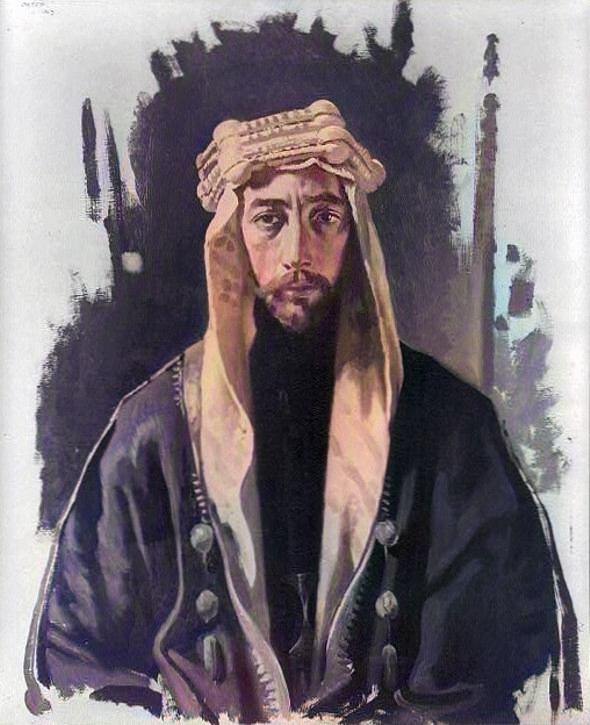
Emir Faisal
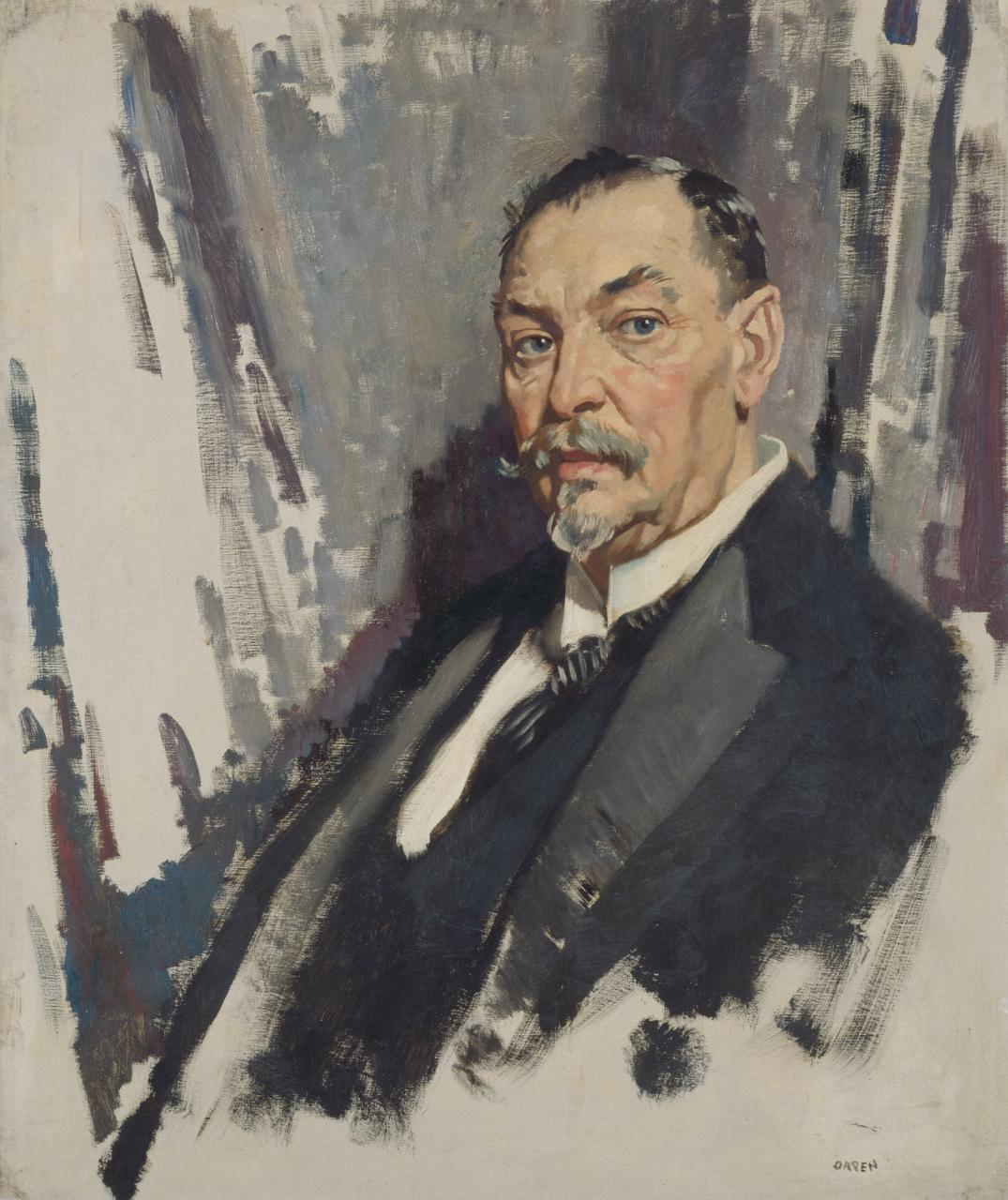
Louis Botha
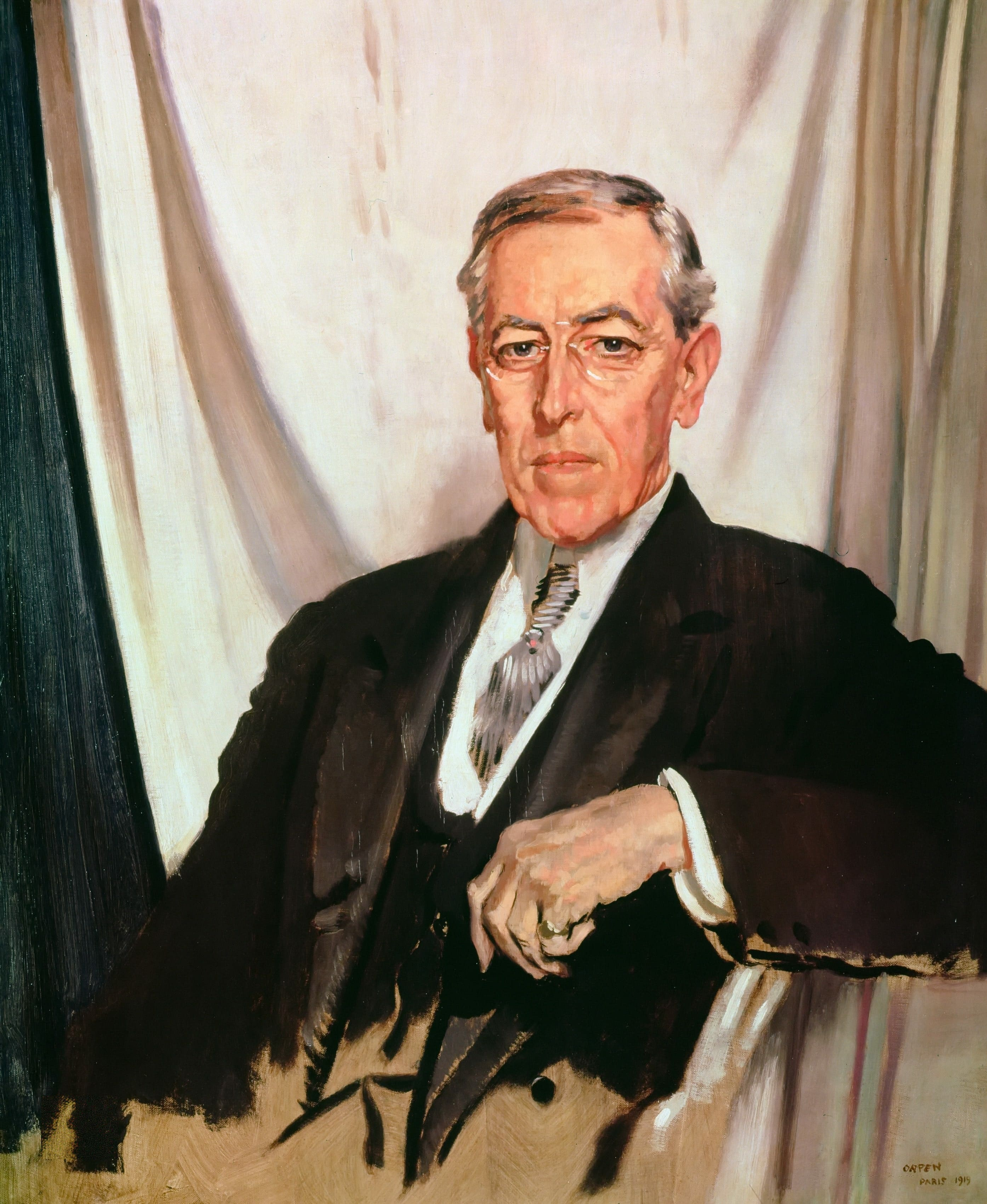
Woodrow Wilson
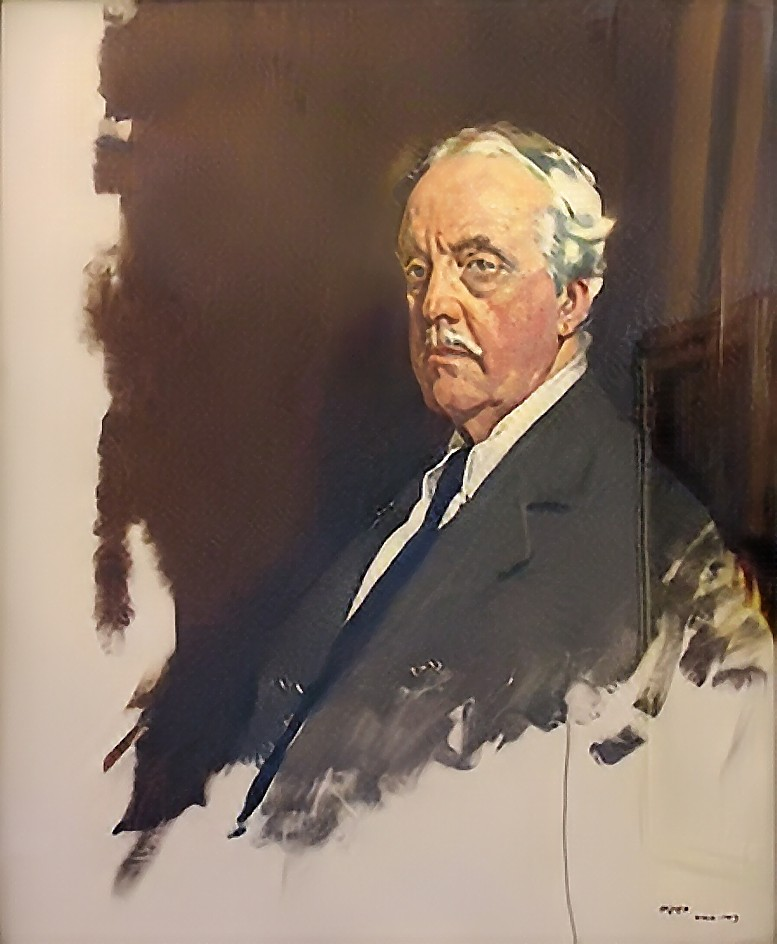
Arthur James Balfour
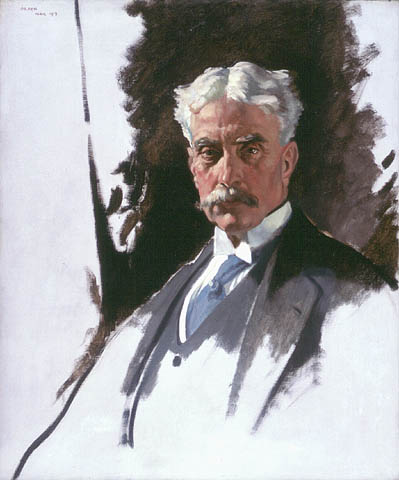
Robert Laird Borden

## Das Gemälde
Die dargestellte Szene spielt sich im Salon de l’horloge des französischen Außenministeriums am Quai d’Orsay ab. An einem langen Tisch sitzen die Großen Vier (Big Four) Vittorio Emanuele Orlando, Woodrow Wilson, Georges Clemenceau und David Lloyd George, zwischen ihnen hochrangige britische und US-amerikanische Vertreter. Dahinter stehen wichtige Delegierte der anderen Siegermächte und Interessensvertreter. Dargestellt sind nicht alle Teilnehmer der Friedenskonferenz, sondern nur die wichtigsten Vertreter aus Großbritannien, Frankreich, Italien, Belgien, Griechenland, Polen, Kanada, Australien, Neuseeland, Südafrika, Japan, Arabien und den USA.
Über den Delegierten erstreckt sich ein hoher, reich verzierter und vergoldeter Raum mit Kronleuchtern und Pilastern. In der Mitte überragt ein großer Kamin die Anwesenden. Im Kaminsims eingebettet ist eine Uhr, die dem Raum seinen Namen gab. Darüber erstreckt sich in einer Nische die weibliche Personifikation von Frankreich, die eine Fackel emporhebt. Links und rechts unter ihr tragen zwei Putten einen Globus und ein Zepter als Herrschaftssymbole. Zwei weitere Putten im Giebelfeld halten ein mit Eichenlaub geschmücktes Wappen. Weitergehende Details sind auf dem Gemälde nur schwer erkennbar.
Zunächst erscheint dieses Gemälde als typisches Gruppenporträt im Stil des Künstlers. Heute betrachtet man dieses Gemälde als subtile Satire, da die Größe und Pracht des Raums die dargestellten Staatsmänner deutlich in den Schatten stellt. Die Raumgestaltung nimmt etwa 75 % des Gemäldes in Anspruch. Es scheint, als würde Orpen die versammelten Politiker für eitel halten und insgeheim verachten. Die glanzvolle Umgebung schmeichelt zunächst den Anwesenden in ihrer Wichtigkeit, lässt sie aber zugleich klein erscheinen und in Bedeutungslosigkeit versinken.

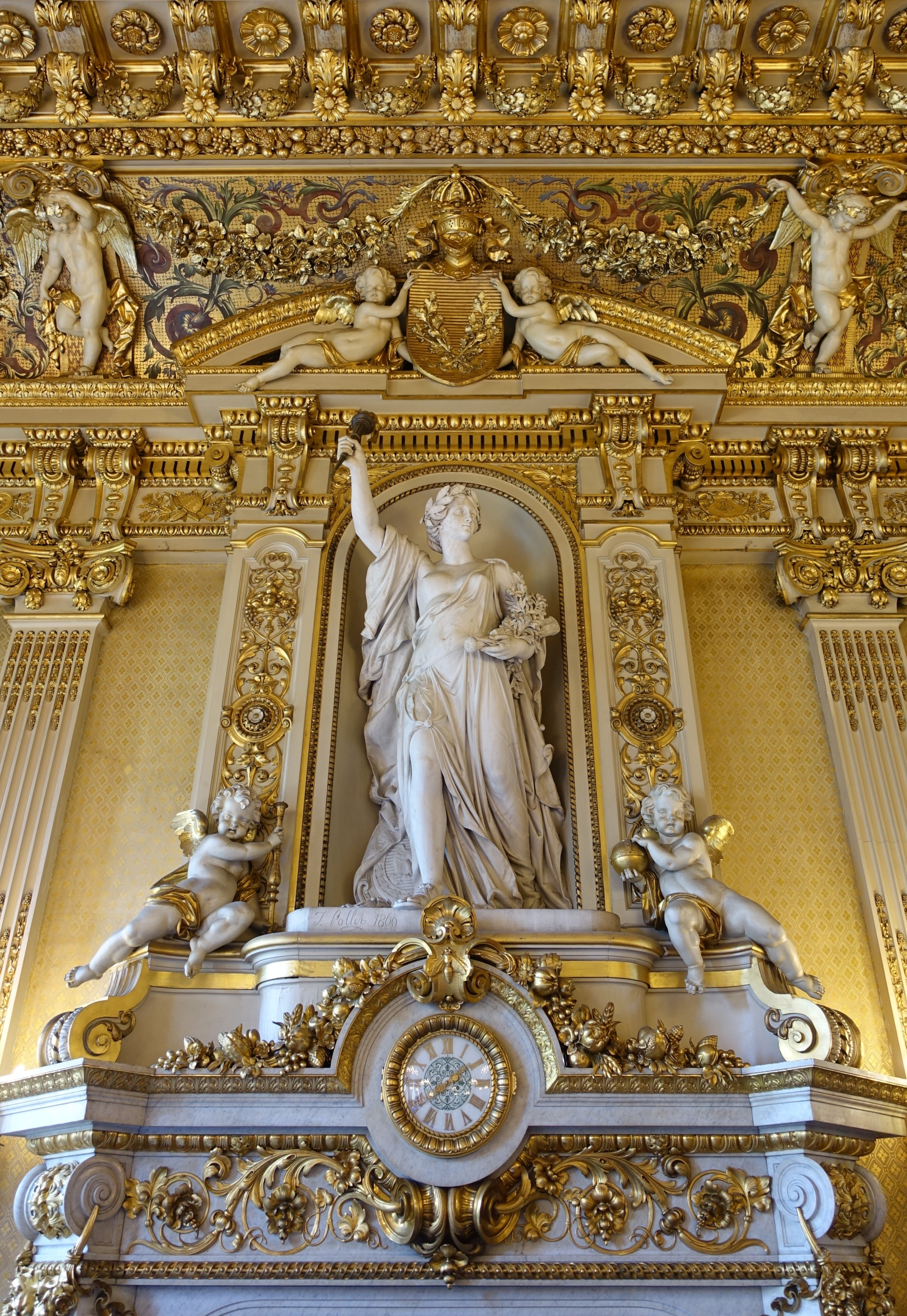
Personifikation Frankreichs
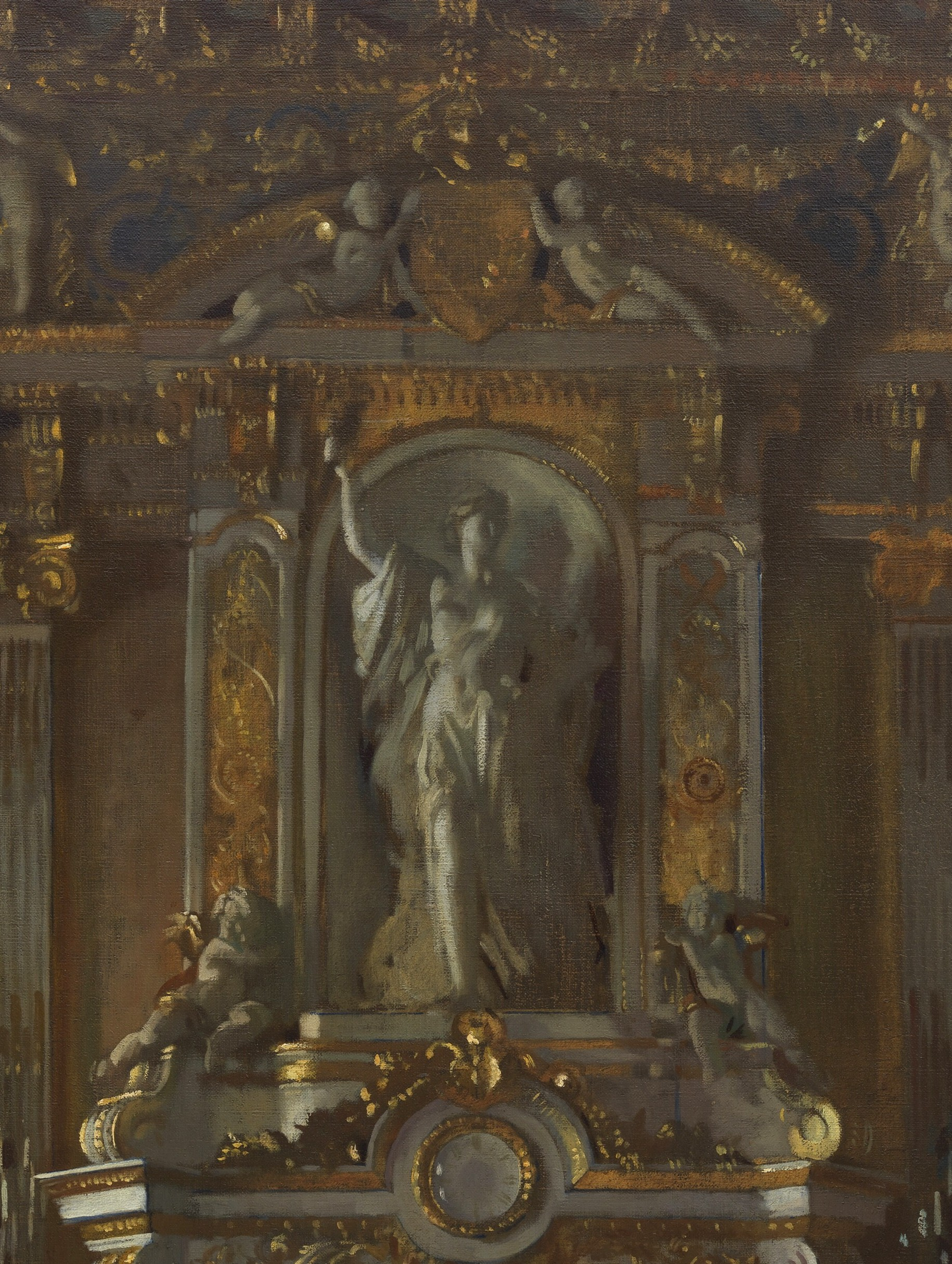
Detail des Gemäldes
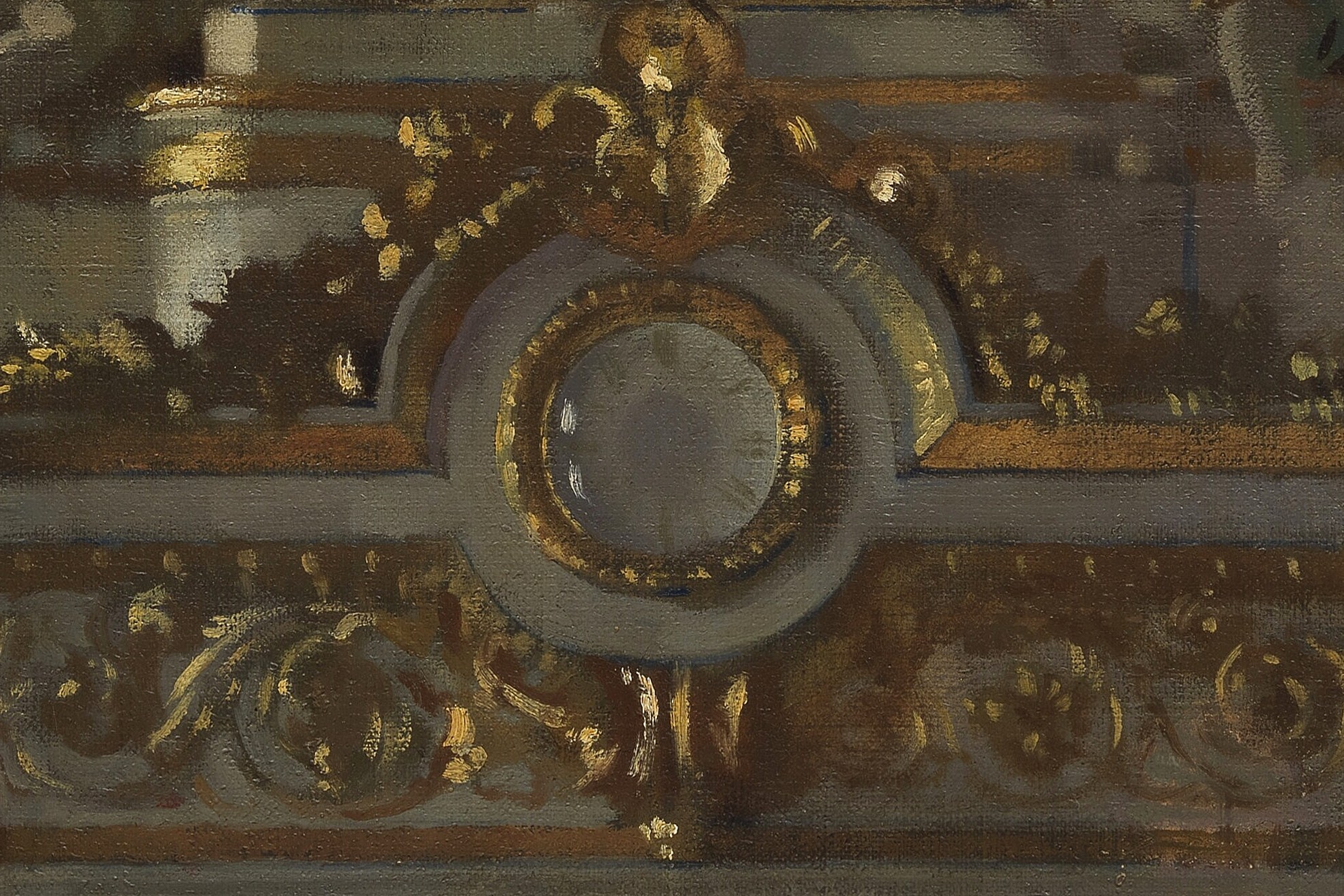
Kaminsims mit Uhr

## Dargestellte Personen

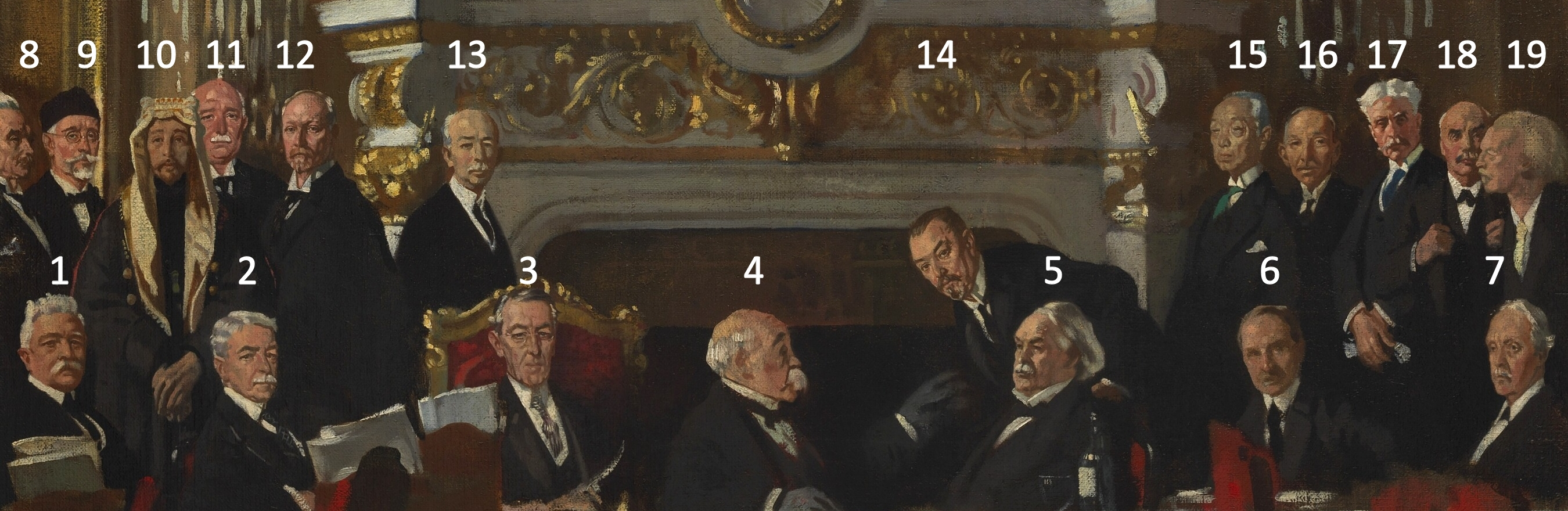
Detail aus dem Gruppenporträt

1. Vittorio Emanuele Orlando (1860–1952) war von 1917 bis 1919 Präsident des Ministerrats des Königreichs Italien. Er gehörte zum Rat der Vier, dem obersten Gremium der Pariser Friedenskonferenz. Aufgrund seiner schwachen politischen Position und seinen mangelnden Englischkenntnissen spielte Orlando nur eine untergeordnete Rolle und konnte den Anspruch Italiens auf das im Londoner Vertrag von 1915 zugesicherte Dalmatien nicht durchsetzen.
2. Robert Lansing (1864–1928) war von 1915 bis 1920 US-Außenminister (Secretary of State) und vertrat bereits früh den Standpunkt, dass die USA gegen Deutschland in den Krieg eintreten müssen, da das Deutsche Reich nach der Weltherrschaft strebe. Später wurde Lansing Chef der amerikanischen Delegation bei der Pariser Friedenskonferenz. Wilsons Idee des Völkerbundes unterstützte er jedoch nicht, weshalb er 1920 zurücktreten musste.
3. Woodrow Wilson (1856–1924) war von 1913 bis 1921 der 28. Präsident der Vereinigten Staaten und führte 1917 die USA in den Ersten Weltkrieg auf Seiten der Alliierten Mächte. Als Grundlage der Friedensverhandlungen schlug er ein 14-Punkte-Programm vor. Auf seine Initiative geht die Gründung des Völkerbundes zur Verhinderung weiterer Kriege zurück. 1919 wurde ihm der Friedensnobelpreis verliehen.
4. Georges Clemenceau (1841–1929) war von 1906 bis 1909 und von 1917 bis 1920 französischer Premierminister der Dritten Republik und von 1917 bis 1920 auch Kriegsminister. Er befürwortete auf der Friedenskonferenz eine harte Politik gegenüber dem Deutschen Reich, forderte die Abtretung von Elsass-Lothringens, des Saargebiets und des Rheinlands und bestand auf umfangreichen Reparationszahlungen.
5. David Lloyd George (1863–1945), von 1916 bis 1922 britischer Premierminister, vertrat auf der Pariser Friedenskonferenz eine vermittelnde Position zwischen Woodrow Wilson und Georges Clemenceau. Er trat für eine politische Bestrafung Deutschlands ein, wollte das Deutsche Reich aber nicht territorial zerstückeln oder wirtschaftlich dauerhaft schädigen.
6. Andrew Bonar Law (1858–1923) war von 1911 bis 1915 Oppositionsführer im Unterhaus, von 1915 bis 1916 Kolonialminister (Secretary of State for the Colonies), von 1916 bis 1919 Schatzkanzler (Chancellor of the Exchequer) und von 1919 bis 1921 Lordsiegelbewahrer (Lord Keeper of the Privy Seal). Er gehörte zu den Unterzeichnern des Friedensvertrags von Versailles und war von 1922 bis 1923 britischer Premierminister.
7. Arthur James Balfour (1848–1930) war von 1902 bis 1905 britischer Premierminister, von 1915 bis 1916 Erster Lord der Admiralität (First Lord of the Admiralty) und von 1916 bis 1919 Außenminister (Secretary of State for Foreign Affairs). Von ihm stammt die Balfour-Deklaration von 1917, die dem jüdischen Volk in Palästina eine nationale Heimstätte zusicherte. Er gehörte zur britischen Delegation bei den Friedensverhandlungen.
8. Paul Hymans (1865–1941), ein belgischer Politiker, wurde 1915 zum Sonderbeauftragten bei der britischen Regierung in London ernannt. 1917 übernahm er den Posten des Wirtschaftsministers und Anfang 1918 den des Außenministers in der belgischen Regierung. Er führte die belgische Delegation bei der Pariser Friedenskonferenz und wurde 1920 erster Vorsitzender des Völkerbunds.
9. Eleftherios Venizelos (1864–1936), mehrfacher Premierminister in Griechenland, versuchte im Ersten Weltkrieg die Idee eines Groß-Griechenlands (Megali Idea) an der Seite der Entente zu verwirklichen. Im Vertrag von Sèvres von 1920 erreichte Venizelos eine bedeutende Erweiterung des griechischen Staatsgebietes, die durch die Niederlage im Griechisch-Türkischen Krieg (1919–1922) wieder zunichtegemacht wurde.
10. Emir Faisal (1883–1933) kämpfte gemeinsam mit T. E. Lawrence gegen die osmanische Vorherrschaft in Palästina und Syrien (Arabische Revolte). Als Leiter der arabischen Gesandtschaft trat er auf der Pariser Friedenskonferenz für die Unabhängigkeit der arabischen Halbinsel ein. Gemeinsam mit Chaim Weizmann unterzeichnete er das Faisal-Weizmann-Abkommen, in dem die arabische Seite die Balfour-Deklaration akzeptierte.
11. William Ferguson Massey (1856–1925) war von 1912 bis zu seinem Tod 1925 Premierminister von Neuseeland. 1914 wurde er in den britischen Kronrat (Privy Council) berufen. Unter seiner Führung beteiligte sich Neuseeland an der Seite Großbritanniens am Ersten Weltkrieg. Er war als Vertreter des Dominion Neuseeland an der Pariser Friedenskonferenz beteiligt.
12. General Jan Christiaan Smuts (1870–1950) war ein südafrikanischer Staatsmann burischer Abstammung und kämpfte im Ersten Weltkrieg er gegen die deutschen Truppen in Deutsch-Ostafrika. 1917 rief ihn David Lloyd George in das britische Kriegskabinett nach London. Von 1919 bis 1924 und von 1939 bis 1948 war er Premierminister der Südafrikanischen Union.
13. Edward Mandell House (1858–1938) war der wichtigste außenpolitische Berater von Präsident Wilson und Verhandlungsführer der US-Delegation. Bei der Friedenskonferenz bereitete House den Franzosen wenig Schwierigkeiten bei der Verwirklichung ihrer Kriegsziele, obwohl die USA als assoziiertes Mitglied nicht verpflichtet waren, alliierte Vereinbarungen einzuhalten. House spielte auch eine zentrale Rolle bei der Gründung des Völkerbundes.
14. Louis Botha (1862–1919) war von 1910 bis 1919 der erste Premierminister der Südafrikanischen Union. Er unterstützte Großbritannien durch Truppenentsendungen nach Deutsch-Südwestafrika, später nach Ostafrika und an die Westfront. Er war als Vertreter des Dominion Südafrika an den Verhandlung über den Versailler Friedensvertrag beteiligt.
15. Saionji Kimmochi (1849–1940), war ein japanischer Staatsmann und bis 1912 zweimal Premierminister Japans. Nachdem sich Japan am Ersten Weltkrieg auf Seiten der Alliierten beteiligt hatte, zählte Japan zu den Siegermächten. Kimmochi war der Leiter der japanischen Delegation bei der Pariser Friedenskonferenz, auf der sich Japan diskriminiert fühlte und sich allmählichen vom Westen abwand.
16. Billy Hughes (1862–1952) war von 1915 bis 1923 Premierminister von Australien. Er sprach sich auf der Reichskonferenz (Imperial conference) von 1916 für eine engere Zusammenarbeit im britischen Weltreich aus und wurde damit ein Wegbereiter des Commonwealth of Nations. An den Pariser Friedensverhandlung nahm er als Vertreter Australiens teil.
17. Robert Borden (1854–1937) war zwischen 1911 und 1920 der achte Premierminister von Kanada. Borden unterstütze Großbritannien im Ersten Weltkrieg durch massive Truppenentsendungen und konnte dadurch den Status von Kanada innerhalb des British Commonwealth aufwerten.
18. George Nicoll Barnes (1859–1940) gehörte von 1916 bis 1920 dem Kabinett der Regierung Lloyd George an, zuerst als Pensionsminister (Minister of Pensions), später als Minister ohne Geschäftsbereich. Er gehörte zur britischen Delegation bei den Friedensverhandlungen und unterzeichnete den Friedensvertrags von Versailles.
19. Ignacy Jan Paderewski (1860–1941) war ein polnischer Musiker und Politiker. Während des Ersten Weltkriegs wurde er Sprecher des Polnischen Nationalkomitees in den USA und konnte Präsident Wilson davon überzeugen, die Wiedergründung Polens zu einer Kernforderung für die Neuordnung Europas zu machen. Als erster Ministerpräsident des wiedergegründeten Polens unterzeichnete er für Polen den Versailler Vertrag.

## Weitere Gemälde aus der Serie
William Orpen fertigte als offizieller Porträtkünstler der Pariser Friedenskonferenz noch zwei weitere Bilder an:

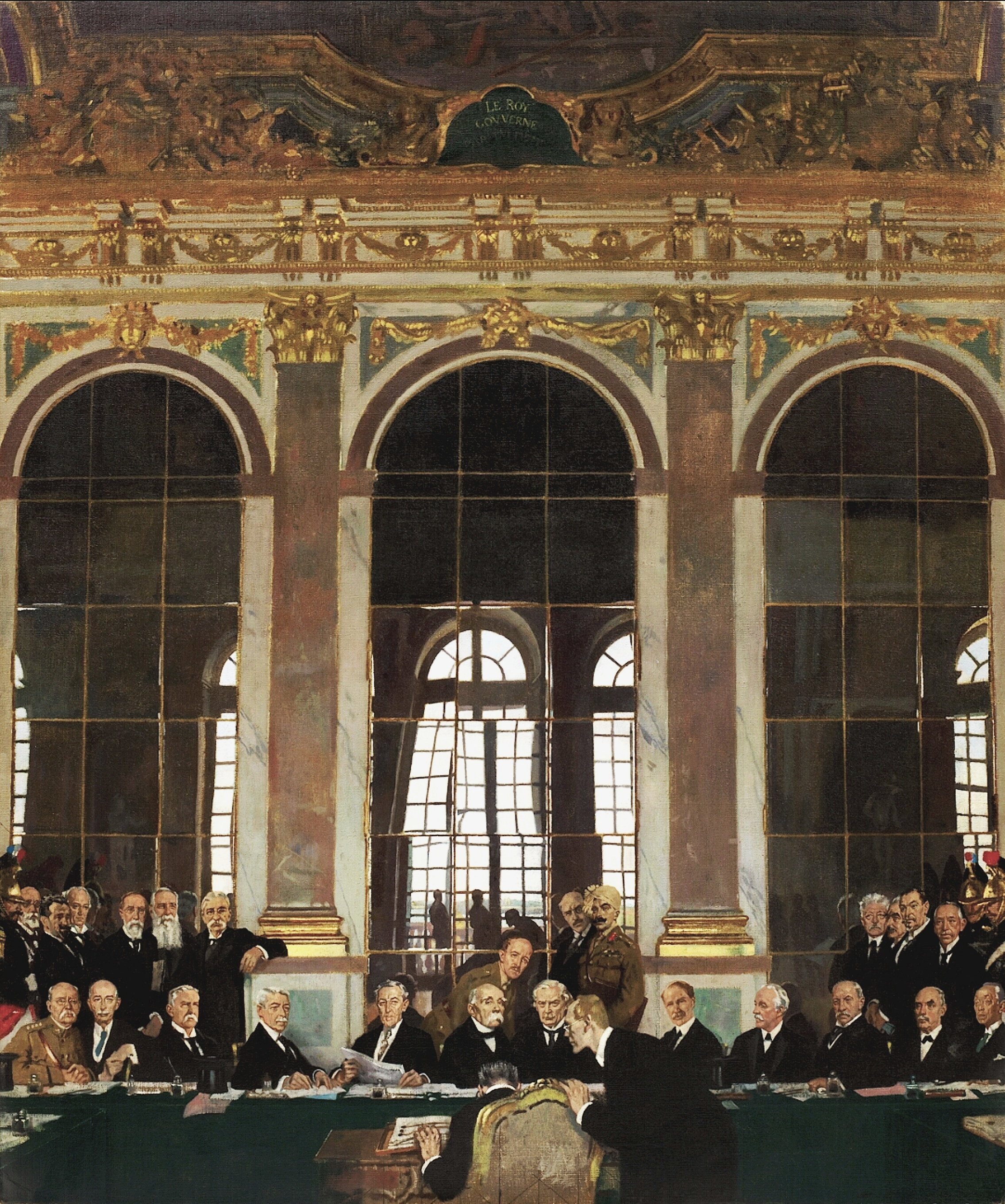
The Signing of Peace in the Hall of Mirrors
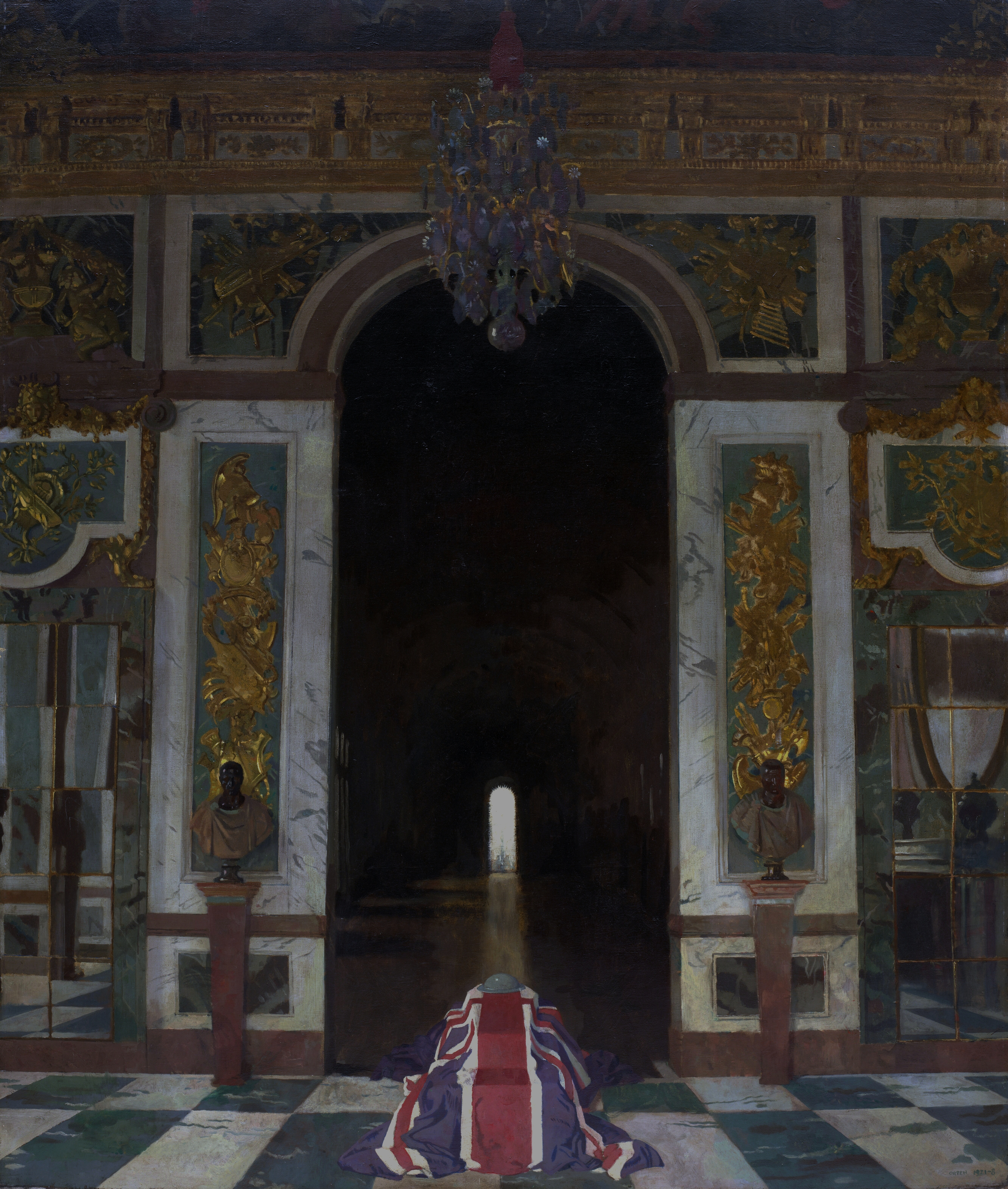
To the Unknown British Soldier in France